# Thermococcus
Thermococcus es un género de arqueas hipertermófilas anaeróbicas estrictas. Viven en fuentes termales submarinas en condiciones anóxicas y sometidos a temperaturas muy altas (temperatura óptima de crecimiento de 88 °C). Son quimiorganótrofas oxidan anaeróbicamente varios compuestos orgánicos teniendo del azufre elemental como aceptor de electrones.
Son arqueas esféricas caracterizadas por un fajo de flagelos de localización polar con función motora. 
Lista de algunas de las identificadas hasta la actualidad: 
- Thermococcus acidaminovorans
- Thermococcus aegaeus
- Thermococcus aggregans
- Thermococcus alcaliphilus
- Thermococcus atlanticus
- Thermococcus barophilus
- Thermococcus barossii
- Thermococcus celer
- Thermococcus chitonophagus
- Thermococcus coalescens
- Thermococcus fumicolans
- Thermococcus gammatolerans
- Thermococcus gorgonarius
- Thermococcus guaymasensis
- Thermococcus hydrothermalis
- Thermococcus kodakarensis
- Thermococcus litoralis
- Thermococcus marinus
- Thermococcus mexicalis
- Thermococcus pacificus
- Thermococcus peptonophilus
- Thermococcus profundus
- Thermococcus radiotolerans
- Thermococcus sibiricus
- Thermococcus siculi
- Thermococcus stetteri
- Thermococcus waimanguensis
- Thermococcus waiotapuensis
- Thermococcus zilligii

- Datos: Q2710532
- Multimedia: Thermococcus / Q2710532
- Especies: Thermococcus